# Stictoptera rufobrunnea
Stictoptera rufobrunnea är en fjärilsart som beskrevs av Embrik Strand 1917. Stictoptera rufobrunnea ingår i släktet Stictoptera och familjen nattflyn. Inga underarter finns listade i Catalogue of Life.